# Matteo Beretta
Matteo Beretta (Monza, 7 aprile 1978) è un ex calciatore italiano, di ruolo attaccante.

## Carriera
Vanta 47 presenze e 2 reti in Serie B. Nella stagione 2001-2002 è il miglior marcatore in campionato dell'AlbinoLeffe; nella stessa annata conquista la Coppa Italia Serie C, a cui contribuisce segnando un gol nella finale di andata contro il Livorno. In carriera ha disputato oltre 200 partite in Serie C1.

## Palmarès
- Coppa Italia Serie C: 1

AlbinoLeffe: 2001-2002